# Domenico Trischitta
Domenico Trischitta (Catania, 1960) è uno scrittore, giornalista e drammaturgo italiano.

## Teatro
Nel 1995 è aiuto regista di Franco Battiato nel "Socrate Impazzito" di Manlio Sgalambro andato in scena nell'Estate Catanese.
Esordisce come autore teatrale nel 1999 al Teatro Quirino di Roma con il testo "Sabbie Mobili", interpretato da Guia Jelo ed Eugenio Marinelli, con la regia di Ennio Coltorti e prodotto da Rai International, è andato in onda in America Latina e Australia.
Nel dicembre del 2001 è andato in scena con il suo testo "Autunno a Puteaux" con la regia di Alessandro Di Robilant, prodotto dall'Azienda Provinciale Turismo di Catania, e interpretato da Donatella Finocchiaro, Giovanni Carta e Giovanni Moschella.
Nell'ottobre 2002 è andato in scena al Teatro Greco di Roma il suo "Bellini a Puteaux" (pubblicato dalle "EI" edizioni di Roma) con la regia di Ennio Coltorti ed interpretato da Paolo Briguglia. Dal maggio del 2003 il monologo è stato trasmesso dal canale televisivo Cult.
Nel maggio 2004 è andato in scena a Catania (sala Magma) il suo monologo "Notte a Catania", interpretato da Alessandro Quasimodo (figlio del Premio Nobel Salvatore).
Nell'ottobre del 2005 è andato in scena in prima assoluta, prodotto dal Teatro del Canovaccio di Catania, "La Vendetta del Gattopardo". E nel novembre dello stesso anno, nell'ambito della rassegna "Percorsi" di Catania, è stato ripreso il suo "Bellini a Puteaux" con Donatella Finocchiaro protagonista e sempre diretto da Alessandro Di Robilant, nella cornice ottocentesca del Palazzo del Toscano.
Nel luglio 2007 è stato uno degli autori inseriti nel recital "Addio San Berillo" per la rassegna di Etnafest e con la regia di Guglielmo Ferro.
A novembre 2009 è stato ripreso il suo "Notte a Catania" che ha debuttato al Teatro della Posta Vecchia di Agrigento, con la regia di Francesco Di Vincenzo.
Nel 2014 viene rappresentato il suo monologo "Della pornostar" ne "La confessione" del regista Walter Manfrè.
Nell'aprile del 2016 è andato in scena il suo lavoro teatrale "Sabbie mobili", prodotto dal Teatro Stabile di Catania, con la regia di Massimiliano Perrotta e con Guia Jelo protagonista nei panni di Daniela Rocca, la sfortunata attrice catanese di "Divorzio all'italiana" di Pietro Germi.
In occasione della rappresentazione è stato pubblicato il libretto del dramma "Sabbie mobili" (Algra editore), con la prefazione di Lorenzo Perrona e la postfazione di Giuseppe Manfridi.
Nel 2017 debutta lo spettacolo teatrale "Glam  city" tratto dall'omonimo romanzo, con la regia di Nicola Alberto Orofino e l'interpretazione di Silvio Laviano, rappresentato anche al Nuovo teatro della Sanità di Napoli e al Teatro di Sant'Agostino di Genova.

## Attività giornalistica
Ha collaborato con la terza pagina del quotidiano "Il Tempo". Si occupa di critica teatrale sulle pagine di "Repubblica" Palermo, e di cultura e spettacolo ne "La Sicilia".
È autore di un'intervista esclusiva a Suso Cecchi D'Amico e andata in onda su Coming Soon dopo la morte della sceneggiatrice.

## Opere
- Saggio "Francesco. Percorsi cinematografici", con un'intervista inedita a Liliana Cavani (Boemi Editore, 1996);
- Racconto "Daniela Rocca, il miraggio in celluloide", con la postfazione di Manlio Sgalambro (Boemi Editore, 1999).[6] Del suo libro "Daniela Rocca, il miraggio in celluloide" sono stati acquistati i diritti cinematografici da Mediaset.
- Alcuni suoi racconti sono apparsi nel n. 60 della rivista "Storie" (2006 edizioni "Leconte").
- "Una raggiante Catania", 2008 con la postfazione di Tommaso Labranca (edizioni "Excelsior 1881, Milano), vincitore del Premio Martoglio 2009, sezione opera prima.[7][8][9]
- "1999" raccolta di racconti (2013) Garufi edizioni, con prefazione di Giuseppe Manfridi e postfazione di Manlio Sgalambro.
- "Glam City", romanzo 2014 Avagliano editore.
- "L'Oro di San Berillo", 2015 Algra editore.
- "Le lunghe notti", 2016 raccolta di racconti, Avagliano editore con nota critica di Giuseppe Pontiggia.
- "Una raggiante Catania", nuova edizione 2021 con prefazione di Manlio Sgalambro, Algra editore.
- "La città nera", 2021 primo romanzo inedito, Algra Editore.[10]
- "1999", 2025, Fuoriasse edizioni, Torino

## Cinema
Nel 2011 ha partecipato al documentario Sicilia di sabbia di Massimiliano Perrotta, raccontando la Catania del vecchio quartiere San Berillo.

## Televisione
Nel 2020 il portale di Rai Cultura dedica uno speciale allo scrittore catanese, con interventi di Maria Attanasio, Silvio Laviano, Daniela Marcheschi, Silvio Perrella e Lorenzo Perrona.
Nel 2025, Rai Cultura pubblica un dialogo tra lo scrittore catanese Domenico Trischitta e l'oprante e cuntista palermitano Mimmo Cuticchio, i quali raccontano la trasformazione di Palermo e Catania, attraverso la propria esperienza artistica e letteraria.